# Спрінгдейл (Меріленд)
Спрінгдейл (англ. Springdale) — переписна місцевість (CDP) в США, в окрузі Графство принца Георга штату Меріленд. Населення — 5301 особа (2020).

## Географія
Спрінгдейл розташований за координатами 38°56′18″ пн. ш. 76°50′32″ зх. д. / 38.93833° пн. ш. 76.84222° зх. д. (38.938332, -76.842270).  За даними Бюро перепису населення США в 2010 році переписна місцевість мала площу 2,09 км², уся площа — суходіл.

## Демографія
Згідно з переписом 2010 року, у переписній місцевості мешкали 2994 особи в 915 домогосподарствах у складі 767 родин. Густота населення становила 1430 осіб/км².  Було 949 помешкань (453/км²).
Расовий склад населення:
| - 90,8 % — чорних або афроамериканців - 2,5 % — білих - 2,4 % — азіатів - 0,3 % — корінних американців - 2,8 % — осіб інших рас |

До двох чи більше рас належало 1,1 %. Частка іспаномовних становила 4,4 % від усіх жителів.
За віковим діапазоном населення розподілялося таким чином: 25,1 % — особи молодші 18 років, 65,9 % — особи у віці 18—64 років, 9,0 % — особи у віці 65 років та старші. Медіана віку мешканця становила 39,7 року. На 100 осіб жіночої статі у переписній місцевості припадало 90,0 чоловіків;  на 100 жінок у віці від 18 років та старших — 90,2 чоловіків також старших 18 років.
Середній дохід на одне домашнє господарство  становив 104 133 долари США (медіана — 79 219), а середній дохід на одну сім'ю — 106 952 долари (медіана — 77 539). Медіана доходів становила 46 217 доларів для чоловіків та 57 538 доларів для жінок. За межею бідності перебувало 6,8 % осіб, у тому числі 14,6 % дітей у віці до 18 років та 1,3 % осіб у віці 65 років та старших.
Цивільне працевлаштоване населення становило 1492 особи. Основні галузі зайнятості: освіта, охорона здоров'я та соціальна допомога — 28,4 %, публічна адміністрація — 18,3 %, науковці, спеціалісти, менеджери — 17,2 %.